# Axel Wästfelt (företagsledare)
Axel Oscar Adolf Wästfelt, född 8 juni 1881 i Stockholm, död 21 februari 1951, var en svensk företagsledare. Han var sonson till Fritz Wästfelt och brorson till Oscar Wästfelt.
Wästfelt avlade mogenhetsexamen vid Norra Real i Stockholm år 1900 och studerade vid Uppsala universitet 1901–1902. Han var anställd vid trävarubolag i Norrland och England 1903–1906 samt disponent för AB Ifö Kaolin och Chamottefabriken i Bromölla 1906–1907. Wästfelt var anställd vid AB Separator i Stockholm från 1908, var vice verkställande direktör där 1912–1922 och verkställande direktör 1922–1946. Han blev riddare av Vasaorden 1918 och av Nordstjärneorden 1926 samt kommendör av andra klassen av Vasaorden 1943. Wästfelt är begravd på Norra begravningsplatsen utanför Stockholm.